# Ludwig Anzengruber

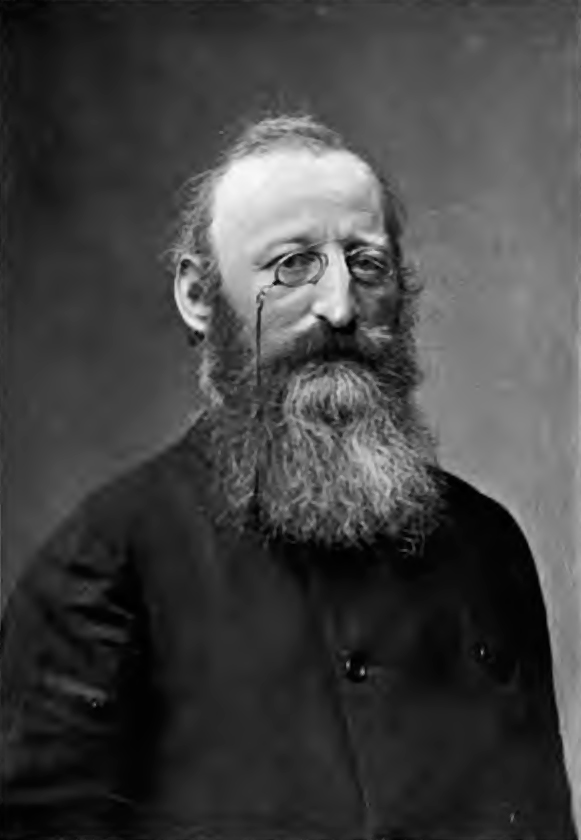
Ludwig Anzengruber

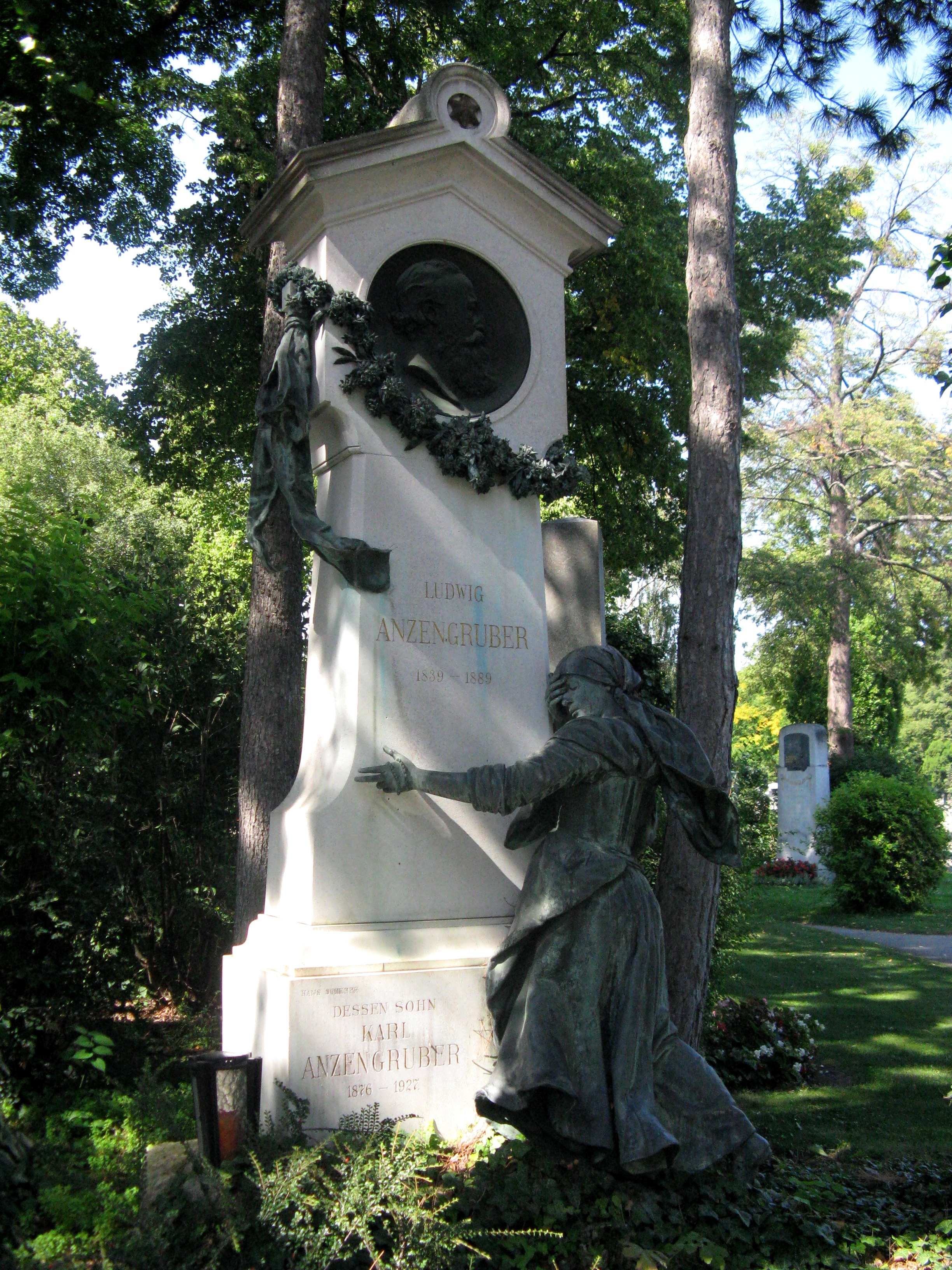
Grab am Wiener Zentralfriedhof

Ludwig Anzengruber, Pseudonym Ludwig Gruber (* 29. November 1839 in der Alservorstadt von Wien; † 10. Dezember 1889 in Wien) war ein österreichischer Schriftsteller. Er gilt als bedeutender realistischer Dramatiker des Wiener Vorstadttheaters in der Tradition Johann Nestroys und Ferdinand Raimunds.

## Leben

### Jugend
Die Familie Anzengruber stammt aus Hofkirchen an der Trattnach in Oberösterreich. Ludwig Anzengrubers Vater, Johann Anzengruber, verließ als Bursche den väterlichen Hof (Obermayerhof in Weng) und zog nach Wien, wo er eine niedrige Beamtenstelle in der Gefällen- und Domänenhofbuchhaltung fand. 1838 heiratete er Maria Herbich, die Tochter eines Apothekenprovisors. Die soziale Zugehörigkeit seiner Eltern spielte eine immer wiederkehrende wichtige Rolle in Ludwig Anzengrubers späteren Werken.
Vater Anzengruber schrieb Gedichte und Theaterstücke in der Art Friedrich Schillers, jedoch ohne Erfolg. Nur das Drama Berthold Schwarz wurde aufgeführt. Ludwig wurde im Dreilauferhaus (heutige Adresse 9., Kinderspitalgasse 1 / Alser Straße 38) geboren. Als Johann Anzengruber 1844 starb, war Ludwig erst fünf Jahre alt. Die Mutter überließ dem Sohn die kleine Bibliothek des Vaters, in dem vor allem die Werke William Shakespeares und Schillers den Jungen besonders beeindruckten. Seine Mutter, die immer mehr zur bestimmenden Person in seinem Leben wurde, hatte Schwierigkeiten, mit ihrer kleinen Witwenrente von 166 Gulden und 40 Kreuzern über die Runden zu kommen. Der Vormund Andreas Schumacher steckte selbst in finanziellen Nöten und war zudem als 1848-Revolutionär zwei Jahre in der Festung Kufstein inhaftiert. Als 1854 Ludwigs Großmutter starb, die Tochter und Enkel von ihren Ersparnissen unterstützt hatte, wurde die Wohn- und Lebenssituation noch prekärer.
Dennoch ermöglichte die Mutter es ihrem Sohn, die Volksschule der Paulaner (1847–1850) und die Unterrealschule der Piaristen (1851–1853) zu besuchen. 1855 brach er seine Schullaufbahn nach der ersten Klasse der Oberrealschule wegen Mittellosigkeit ab und nahm eine Praktikantenstelle (1856–1859) in der Buchhandlung Sallmeyer an. Dort las er mehr als er arbeitete, so dass er die Stelle nach Streit mit seinem Vorgesetzten aufgeben musste. Neben seiner Ausbildung nahm er Schauspielunterricht.

### Schauspieler, Journalist und Schreiber
Nach einer schweren Typhuserkrankung beschloss Ludwig Anzengruber mit 19 Jahren, Schauspieler zu werden. In den nächsten zehn Jahren zog er mit seiner Mutter in verschiedenen Wandertruppen als Statist und Aushilfsschauspieler durch Österreich, Kroatien und Ungarn, doch er schaffte nie seinen Durchbruch. Einer der Gründe mag sein starker Dialekt gewesen sein, den er nie ganz ablegen konnte.
Anzengruber beschäftigte sich mit Baruch Spinoza und Ludwig Feuerbach und näherte sich atheistischen Anschauungen an.
Seit 1866 lebte er wieder in Wien. Er hatte kleine Engagements am dortigen Harmonietheater und am Varietétheater in Hietzing; außerdem trat er als Volkssänger auf. Während dieser Zeit entstanden mehrere Dramen und einige kleinere Erzählungen, die jedoch keinen Erfolg hatten. Anzengruber begann als Gelegenheitsschreiber zu arbeiten, u. a. für die Wiener Zeitschriften Wanderer und Kikeriki. 1869 nahm Anzengruber wegen extremer Geldnot einen Posten als Schreiber in der k.k. Polizeidirektion Wien an und verbrannte seine frühen dramatischen Versuche.

### Freier Schriftsteller
Unter dem Pseudonym Ludwig Gruber gelang ihm 1870 der Durchbruch mit dem Stück Der Pfarrer von Kirchfeld, das am Theater an der Wien uraufgeführt wurde und ihn über Nacht berühmt machte. Heinrich Laube, der Leiter des Burgtheaters, schrieb eine enthusiastische Kritik, Peter Rosegger suchte die Freundschaft Anzengrubers. Der über Nacht erfolgreich gewordene Autor richtete im März 1871 ein Gesuch an die Wiener Polizeidirektion, ihn wieder aus dem Dienst zu entlassen, „da es nun sein sehnlichster Wunsch ist, seinem Schaffensdrange zu folgen und auch in dieser Stellung seinem Vaterlande Ehre zu machen“. Dem Gesuch wurde stattgegeben, und Anzengruber lebte fortan als freier Schriftsteller.
Auch Anzengrubers nächste Stücke Der Meineidbauer (1871) und Die Kreuzelschreiber (1872), mit dem es Anzengruber gelang, das aktuelle Zeitstück mit der traditionellen Volkstheaterkomödie zu verknüpfen, waren sehr erfolgreich. In ganz Europa wurden seine Stücke aufgeführt. 1873 heiratete Anzengruber gegen den Willen seiner Mutter die erst 16-jährige Adelinde Lipka (1857–1914). Es kam schnell zu wiederholten Ehekrisen, Ursachen waren u. a. die hohen Schulden des Paares und das sehr enge Verhältnis Anzengrubers zu seiner Mutter, die allerdings 1875, zwei Jahre nach der Eheschließung des Sohnes, starb. 1889 wurde die Ehe geschieden.
1874 wurde Der G'wissenswurm uraufgeführt, das in Deutschland meistgespielte Lustspiel Anzengrubers. Im selben Jahr wurde die Uraufführung des gesellschaftskritischen Trauerspiels Hand und Herz, das in Hochsprache verfasst war, um es am Burgtheater aufführen zu können, jedoch zu einem Misserfolg. Die Tragödie Das vierte Gebot wurde 1877 in Wien sogar abgelehnt. Erst nach dem sensationellen Erfolg des Stückes 1890 in Berlin gab es in Wien Neuinszenierungen.

### Nachlassender Erfolg

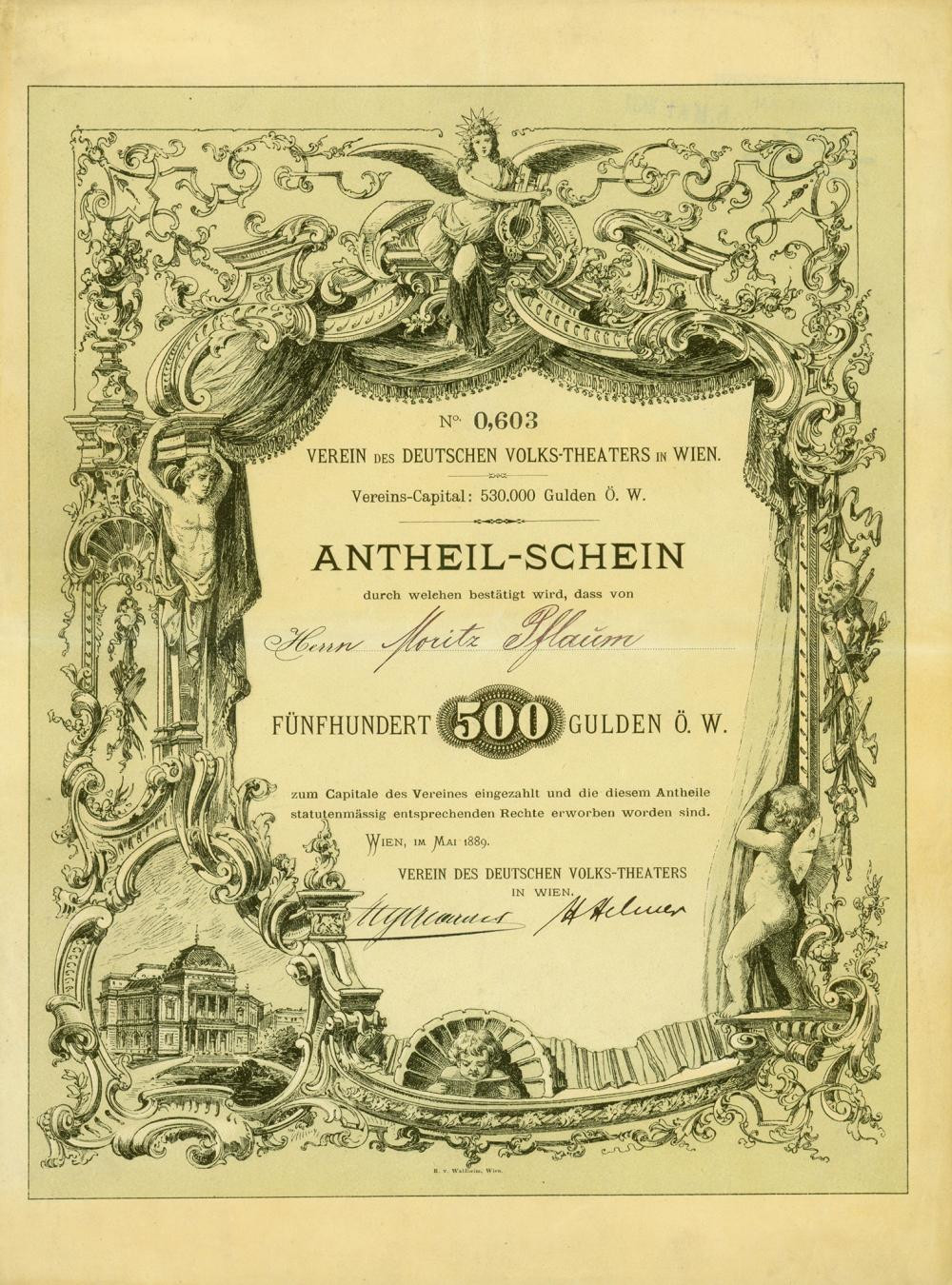
Anteilschein des Vereins des Deutschen Volks-Theaters vom Mai 1889

Ab 1879 brachten der nachlassende Erfolg seiner Stücke und die verschärften Zensurbestimmungen Anzengruber in finanzielle Schwierigkeiten. Deshalb wandte er sich der Prosa zu und nahm die journalistische Tätigkeit wieder auf. Er wurde in den folgenden Jahren Mitarbeiter verschiedener renommierter Zeitungen und Zeitschriften. Von April 1882 bis Mai 1885 leitete Anzengruber die Redaktion des Wiener Familienblattes Die Heimat, ab Mai 1884 war er Redakteur des Figaro, ab August 1888 übernahm er die Redaktion des Wiener Boten. Im September 1888 erhielt er eine feste Anstellung als Dramaturg für das Deutsche Volkstheater Wien. Anzengruber gehört zu den Gründern des Vereins Deutsches Volks-Theater in Wien, wie auch der Möbelfabrikant Franz Thonet und die Architekten Hermann Helmer und Ferdinand Fellner. Dieser Verein gründete das Volkstheater, das am 14. September 1889 mit Anzengrubers Der Fleck auf der Ehr eröffnet wurde.
Ende November 1889 erkrankte der erst 50-jährige Dramatiker an Milzbrand. Nach vierzehn Tagen starb er an den Folgen einer Blutvergiftung. Er wurde in einem Ehrengrab auf dem Wiener Zentralfriedhof bestattet. In Wien-Margareten (5. Bezirk) ist die Anzengrubergasse nach ihm benannt, in Wien-Penzing (14. Bezirk) die Anzengruberstraße, ebenso in Linz, Wels, Innsbruck, Villach, Klagenfurt, sowie in Deutschland in Hamburg-Wilstorf, Berlin-Neukölln, Erlangen-Dechsendorf, Regensburg und Passau.

## Werk
Anzengrubers Werk ist dem ausgehenden Realismus zuzurechnen. Er gestaltete eine Dorfwelt, die ihre natürliche Unmittelbarkeit bewahrt hatte, und vollendete so das österreichische Volksstück in der Tradition Johann Nestroys und Ferdinand Raimunds. Wie sein Vorbild, der Nestroy-Konkurrent Friedrich Kaiser, versuchte auch Anzengruber ernst-heitere Volksstücke mit sentimentalen und sozialkritischen Elementen zugleich zu verfassen.
Anzengruber verstand sich als Volksaufklärer und Sozialreformer, liberal und antiklerikal eingestellt. Während es in seinem zu Lebzeiten veröffentlichten Werk keine negative Judenfigur gibt, stellte er im posthum erschienenen Der kewige Jud sowohl Juden als auch Antisemiten satirisch dar. Sein Frauenbild war von den Stereotypen seiner Zeit geprägt. In seinen Stücken konzentrierte er sich auf die Darstellung sozialer Beziehungen in einer überschaubaren Umwelt und versuchte im Rahmen der tradierten Dramaturgie, aktuelle soziale und politische Probleme deutlich zu machen. Er vertiefte die Charakterzeichnung psychologisch und stilisierte Milieu und Dialekt. Ähnlich verfuhr er mit der Dorfgeschichte. Sein Ansatz war dabei aufklärerisch, er wollte die Welt entgöttern und vermenschlichen. Einige seiner späten Prosatexte und auch seine Theaterpoetik sind bereits dem Naturalismus zuzurechnen.
Zu seiner Zeit wurde Anzengruber von Theodor Fontane, Otto Brahm, Paul Heyse oder auch Friedrich Engels hoch geschätzt. Als Ödön von Horváth neue kritische Volksstücke schrieb, geriet das Werk von Anzengruber in den Hintergrund. Heute wird Anzengrubers Werk als demokratische Alternative zur Heimatliteratur seiner Zeit gewürdigt. Otto Brahm nannte Anzengruber einen erzürnten Sittenrichter, einen leibend Strafenden, der die Verlotterung von Alt-Wien und die Verrohung von Neu-Wien mit gleich herber Wahrheit vergegenwärtigte und der allem theatralischen Schönfärben allem Lackieren mit Honigfarben ewig feind blieb.
Die österreichische Arbeiterbewegung sah Anzengruber wegen der sozialkritischen Tendenz seiner Stücke als einen der bedeutendsten Volksdichter neben Peter Rosegger und Marie von Ebner-Eschenbach an. Nach seinem Tod schrieb Victor Adler in der Arbeiter-Zeitung in einem Nachruf:
Heute wird in Wien der größte dramatische Dichter unserer Tage zu Grabe getragen. […] Wir sind weit entfernt davon, ihn als Sozialisten zu proklamiren. Das wirtschaftliche Problem lag ihm ferne. Aber er fühlte die schneidenden Widersprüche in unserer Gesellschaft und mit der naiven Wahrheitsliebe des wirklichen Dichters sprach er aus, was er sah und fühlte. In jedem seiner Stücke kommt ein Mann vor, der den Widerspruch zum Ausdruck bringt, der nicht ist wie die Anderen, sondern der denkt und die Menschen liebt. […] Sie alle sind zu Grunde gegangen in und an der Gesellschaft und sie wissen das. Diese Lumpen […], durch welche die ganze biedere, ehrenwerte Bürger- und Bauerngesellschaft und ihre satte Tugend eigentlich ein verflucht schäbiges Aussehen bekommt, sie sprechen die Sprache der Wahrheit. Und das macht den Dichter unbequem. Anzengruber war eine Rebellennatur.

## Auszeichnungen
- 1878: Schiller-Preis

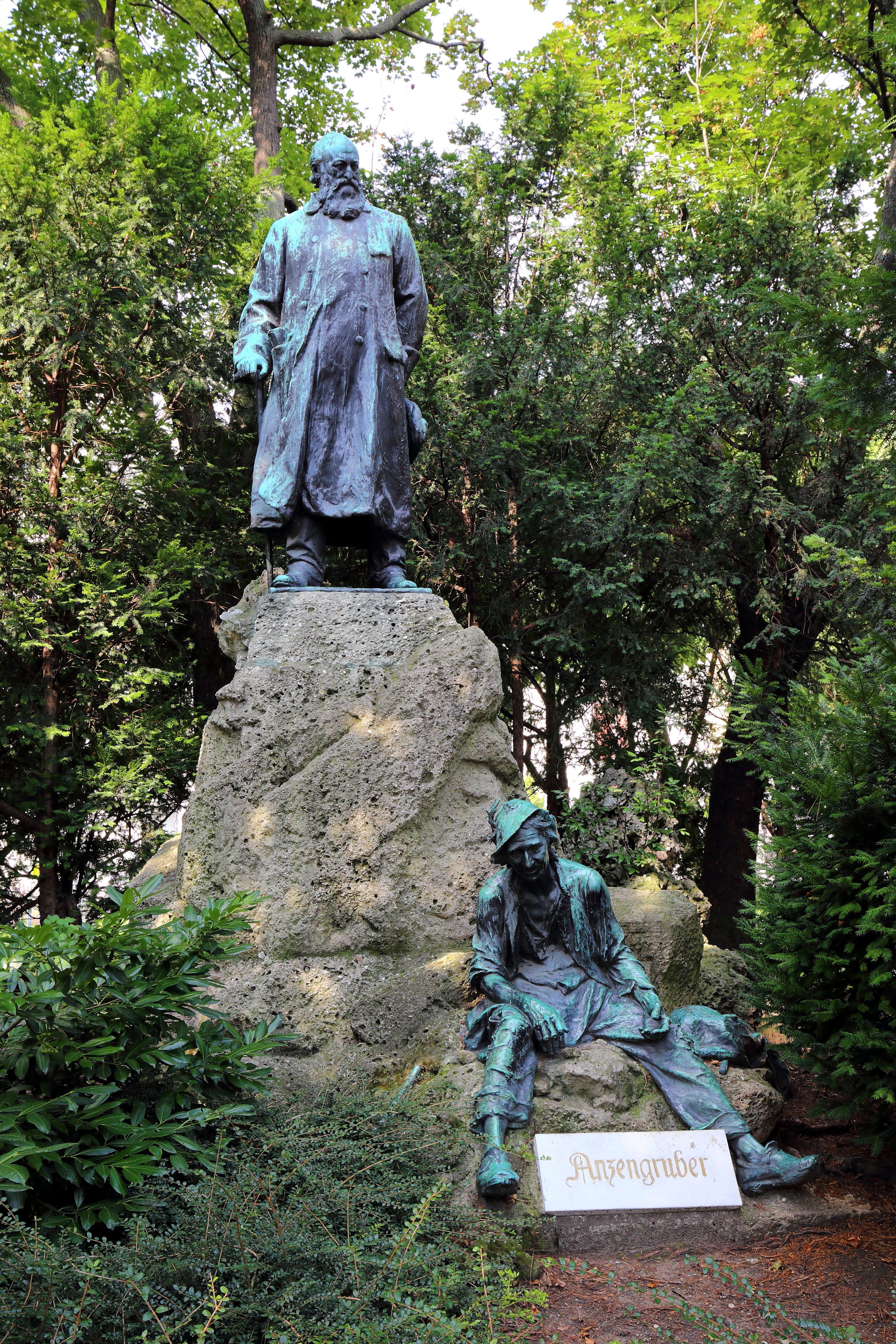
Das Anzengruberdenkmal von Hans Scherpe am Schmerlingplatz (1905 enthüllt)

- 1887: Grillparzer-Preis für Heimg'funden
- 1931: Benennung einer Straße nach ihm in Hannover-List.
- 1941: Gründung einer bis 1945 bestehenden, in das »Reichswerk Buch und Volk« der Reichsschrifttumskammer eingegliederten Anzengruber-Gesellschaft durch Karl Pschorn in Wien, deren Ziel „die Pflege und Förderung der bodenständigen und der deutschen Mundartdichtung“ war;[13] diese wurde nach dem Zweiten Weltkrieg in den Verein Mundartfreunde Österreichs umgewandelt.[14]

## Werke

### Dramen
- Der Pfarrer von Kirchfeld. Volksstück mit Gesang in 4 Akten. UA: Theater an der Wien, 5. November 1870.
- Der Meineidbauer. Volksstück mit Gesang in 3 Akten. UA: Theater an der Wien, 9. Dezember 1871.
- Die Kreuzelschreiber. Bauernkomödie mit Gesang in 3 Akten. UA: Theater an der Wien, 12. Oktober 1872.
- Elfriede. Schauspiel in 3 Akten. UA: Carl-Theater, 24. April 1873.
- Die Tochter des Wucherers. Schauspiel mit Gesang in 5 Akten. UA: Theater an der Wien, 17. Oktober 1873.
- Der G’wissenswurm. Bauernkomödie mit Gesang in 3 Akten. UA: Theater an der Wien, 19. September 1874. (Digitalisat und Volltext im Deutschen Textarchiv)
- Hand und Herz. Trauerspiel in 4 Akten. UA: Wiener Stadttheater, 31. Dezember 1874.
- Doppelselbstmord. Bauernposse in 3 Akten. UA: Theater an der Wien, 1. Februar 1876.
- Der ledige Hof. Schauspiel in 4 Akten. UA: Theater an der Wien, 27. Januar 1877.
- Der Faustschlag. Schauspiel in 3 Akten. UA: Wien 1877.
- Das vierte Gebot. Volksstück in 4 Akten. UA: Josefstädter Theater, 29. Dezember 1877.
- Jungferngift. Bauernkomödie mit Gesang in 5 Abteilungen. UA: Wien 1878.
- Die Trutzige. UA: Wien 1878.
- Alte Wiener. UA: Wien 1878.
- Aus’m gewohnten Gleis. UA: Wien 1879.
- Brave Leut’ vom Grund. UA: Wien 1880.
- Heimg’funden. Weihnachtskomödie. UA: Stadttheater Teplitz 1885.[15]
- Stahl und Stein. Bauernstück. UA: Wien 1886.
- Der Fleck auf der Ehr. Volksstück mit Gesang in 3 Akten. UA: Wien 1889.
- Stahl und Stein. Volksstück mit Gesang in 3 Akten. Dresden und Leipzig, 1887.
- Brave Leut vom Grund. Volksstück mit Gesang in 3 Abteilungen. Stuttgart, 1892.

### Romane
- Der Schandfleck. Fortsetzungsroman in Die Heimat, 1876; erste Buchausgabe bei Rosner, Wien, 1877. Überarbeitete Fassung Leipzig, 1884
  - neu aufgelegt: Der Schandfleck. Eine Dorfgeschichte. Eduard Kaiser Verlag, Klagenfurt 1974.
- Der Sternsteinhof. Eine Dorfgeschichte. Fortsetzungsroman in Die Heimat, 1884; erste Buchausgabe bei Breitkopf & Härtel, Leipzig 1885
- Dorf-Romane. Leipzig, 1884f.

### Erzählungen
- Dorfgänge. Gesammelte Bauerngeschichten. Mit einer Plauderei als Vorrede. 2 Bände. Rosner, Wien 1879.
- Die Märchen des Steinklopferhanns. Schauenburg, Lahr 1880.
- Bekannte von der Straße. Genrebilder. Leipzig 1881.
- Feldrain und Waldweg. Sammlung. Spemann, Leipzig 1881.
- Launiger Zuspruch und ernste Red’. Kalendergeschichten. Schauenburg, Lahr 1882.
- Kleiner Markt. Novellen, Studien, Märchen und Gedichte. Schottländer, Breslau 1882.
- Allerhand Humore. Kleinbürgerliches, Großstädtisches und Gefabeltes. Breitkopf & Härtel, Leipzig 1883.
- Die Kameradin. Eine Erzählung. Minden, Dresden und Leipzig 1883.
- Wolken und Sunn’schein. Gesammelte Dorfgeschichten. Spemann, Stuttgart, 1888.
- Letzte Dorfgänge. Kalendergeschichten und Skizzen aus dem Nachlass. Cotta, Stuttgart, 1894.

## Verfilmungen
- Der Doppelselbstmord. Österreich 1918. Regie: Jakob Fleck und Luise Fleck. Mit Liane Haid, Karl Ehmann
- Der G’wissenswurm. Deutschland 1962. Fernsehfilm. Regie: Robert Michal. Mit Fritz Straßner, Max Grießer
- Hand und Herz. Österreich 1917. Als Im Banne der Pflicht. Regie: Jakob Fleck und Luise Fleck. Mit Wilhelm Klitsch, Marie Marchal
- Die Jugendsünde

1. Deutschland 1919. Regie: Georg Alexander. Mit Gerd Egede-Nissen
2. Deutschland 1936. Regie: Franz Seitz. Mit Elise Aulinger, Josef Berger

- Die Kreuzlschreiber Deutschland 1944/50. Regie: Eduard von Borsody. Mit Fritz Kampers, Wolf Kaiser
- Der Meineidbauer

1. Der Meineidbauer, Österreich 1915. Regie: Jakob und Luise Fleck. Mit Hermann Benke
2. Deutschland 1941. Regie: Leopold Hainisch. Mit Eduard Köck, O. W. Fischer
3. Der Meineidbauer, Deutschland 1956. Regie: Rudolf Jugert. Mit Heidemarie Hatheyer, Carl Wery
4. Über Kreuz. Deutschland 1995. Fernsehfilm. Regie: Imo Moszkowicz. Mit Gundi Ellert, Gerd Anthoff
5. Deutschland / Österreich 2012. Regie: Joseph Vilsmaier. Mit Günther-Maria Halmer u. a.

- Der Pfarrer von Kirchfeld

1. Der Pfarrer von Kirchfeld, Österreich 1914. Regie: Jakob Fleck und Luise Fleck. Mit Ludwig Trautmann, Max Neufeld
2. Der Pfarrer von Kirchfeld, Deutschland 1926. Regie: Jakob Fleck und Luise Fleck Mit William Dieterle, Fritz Kampers
3. Der Pfarrer von Kirchfeld, Österreich 1937. Regie: Jakob Fleck und Luise Fleck. Mit Hans Jaray, Ludwig Stössel
4. Das Mädchen vom Pfarrhof, Österreich/Deutschland 1955. Regie: Alfred Lehner. Mit Waltraut Haas, Erich Auer
5. Der Pfarrer von Kirchfeld, Deutschland 1955. Regie: Hans Deppe. Mit Claus Holm und Ulla Jacobsson

- Der Schandfleck

Siehe Der Schandfleck (Roman)#Verfilmungen.
- Sternsteinhof. Deutschland 1976. Regie: Hans W. Geissendörfer. Mit Katja Rupé, Tilo Prückner
- Das vierte Gebot

1. Deutschland 1912. Regie: Charles Decroix
2. Österreich 1914. Produktion: Wiener Kunstfilm-Industrie
3. Österreich/Deutschland 1920. Als Martin Schalanters letzter Gang. Eine Elterntragödie. Regie: Richard Oswald
4. Das vierte Gebot, Österreich 1950. Regie: Eduard von Borsody. Mit Attila Hörbiger, Dagny Servaes
5. Österreich 1964. Fernsehfilm. Regie: Walter Davy. Mit Helmut Qualtinger, Erika Pluhar, Walter Kohut

- Der Weiberkrieg Deutschland 1928. Regie: Franz Seitz. Mit Liane Haid, Josef Eichheim
- Die Widerspenstigen Deutschland 1977. Fernsehfilm. Regie: Olf Fischer. Mit Gerhart Lippert, Katharina de Bruyn